# 金边时期
金边时期是柬埔寨历史上黑暗时代中的一个时期，在吴哥时期之后、洛韦时期之前。在这个时期，柬埔寨以金边为首都，故而得名。
14世纪末期至15世纪初期，柬埔寨遭到暹罗的入侵，吴哥数度被暹罗军队攻陷。1431年，柬埔寨国王博涅亚将首都迁往斯雷桑托的杜巴桑（ទួលបាសាន្ត，Tuol Basan），但因洪水泛滥，又于1434年迁都金边。在这一时期中，吴哥的地位逐渐下降，地理和政治中心向南转移。昔日的学者认为暹罗人的洗劫或者一场大灾难导致了吴哥的衰落。然而迈克尔·维克里、奥利弗·威廉·沃尔特斯、大卫·钱德勒等学者认为，柬埔寨中心的转移与中国同东南亚国家的海上贸易迅速扩张有关。
在金边时期，柬埔寨统治阶级已经很少受到婆罗门等宗教界的严格约束，积极同中国展开贸易往来。此时期的柬埔寨仍是暹罗阿瑜陀耶王国的有力竞争者，与暹罗争夺资源及贸易权，并曾偶尔地出兵攻击并打败暹罗。然而这段时期人口、思想、制度等的中心都从吴哥转移到了阿瑜陀耶，柬埔寨在与暹罗的竞争中处于劣势。
1528年，安赞一世在金边-洛韦战争中获胜，诛杀了金边的统治者乃·坎，将首都从金边迁移到洛韦。这标志着金边时期的结束和洛韦时期的开始。